# Valenciennea strigata
Valenciennea strigata es una especie de peces de la familia de los Gobiidae en el orden de los Perciformes.

## Morfología
Los machos pueden llegar a alcanzar los 18 cm de longitud total.

## Reproducción
Es  monógamo

## Alimentación
Come pequeños invertebrados bentónicos, peces y huevos de peces. 

## Hábitat
Es un pez de mar y, de clima tropical (22 °C-28 °C).

## Distribución geográfica
Se encuentra desde el África Oriental hasta las Tuamotu, las Islas Ryukyu, Sídney (Australia) y la Isla de Lord Howe . 

## Observaciones
Es inofensivo para los humanos. 